# 경제풍월미디어
경제풍월미디어(經濟風月 MEDIA)는 (구)경제풍월이 운영한 월간지 사업을 인수해 현재는 종합인터넷신문으로 변경한 매체명 '이코노미톡뉴스(EconomyTalk News)'를 운영하고 있는 법인이다. 매일경제신문 공채1기로 편집고문까지 지냈던 경제풍월의 창간인 배병휴는 1999년 8월에 경제풍월을 설립하고 1999년 9월에 창간호를 발간했다. 